# ألاس شيريكاناس رحلة 901
ألاس شيريكاناس رحلة 901 كانت طائرة إمبراير اي إم بي 110 بانديرانتي المسجلة برمز HP-1202AC تحلق في طريقها من مدينة كولون إلى مدينة بنما عندما انفجرت بعد وقت قصير من مغادرتها مطار إنريك أدولفو جيمينيز في ليلة 19 يوليو 1994. جميع الركاب الواحد والعشرين الذين كانوا على متنها من بينهم اثنا عشر يهودي ماتوا في الانفجار. اعتبرت السلطات البنمية والأمريكية التفجير جريمة لم يتم حلها وعمل إرهابي.
كان حطام الطائرة متناثر حول جبال سانتا ريتا بالقرب من كولون. سرعان ما قرر المحققون البنميون أن الانفجار نجم عن قنبلة ربما فجرها انتحاري على متن الطائرة. لم يطالب الأقارب إلا بجثة واحدة ويعتقد أن هذه الهيئة هي أن الرجل يدعى جمال ليا. اشتبه المسؤولون في أن الحادث كان عملا ارهابيا موجها ضد اليهود جزئيا بسبب وقوعه بعد يوم واحد من تفجير آميا في بوينس آيرس عاصمة الأرجنتين.
بعد وقت قصير من تحطم الطائرة أصدرت منظمة تستخدم اسم أنصار الله بيانا أعربت فيه عن تأييدها للتفجير وادعت أن الهجوم عملية انتحارية من قبل شخص يحمل اسم عربي. في وقت لاحق تقرر أن المنظمة لم تكن موجودة. لم تقم السلطات البنمية باعتقالات فيما يتعلق بالتفجير. لا تزال القضية دون حل رسميا.